# Шо Шампањи
Шо Шампањи (фр. Chaux-Champagny) насеље је и општина у источној Француској у региону Франш-Конте, у департману Јура која припада префектури Лон ле Соније.
По подацима из 2011. године у општини је живело 66 становника, а густина насељености је износила 9,0 становника/km². Општина се простире на површини од 7,33 km². Налази се на средњој надморској висини од 590 метара (максималној 740 m, а минималној 401 m).

## Демографија
| 1962. | 1968. | 1975. | 1982. | 1990. | 1999. | 2011. |
| ----- | ----- | ----- | ----- | ----- | ----- | ----- |
| 46    | 77    | 87    | 97    | 90    | 73    | 66    |

График промене броја становника у току последњих година